# Michalina Gądzyńska
Michalina Gądzyńska (ur. 12 lutego 1839 w Warszawie, zm. 17 lipca 1934) – uczestniczka powstania styczniowego.

## Życiorys
Była córką Ludwika, byłego pułkownika Komunikacji Lądowych i Wodnych Królestwa Polskiego, oraz Eufemii Józefy Marii z Lisiewiczów małżonków Postawków. Miała brata Aleksandra Michała Mikołaja Ludwika.
W czasie powstania styczniowego działała w cywilnej administracji powstańczej. Była kurierką, przewoziła odezwy, rozkazy i depesze Rządu Narodowego do oddziałów powstańczych.
W dniu 16 listopada 1865 w kościele pw. św. Katarzyny na Służewiu wyszła za mąż za Stanisława Gądzeńskiego (później Gądzyńskiego), rządcę dóbr Jeżowka, syna Ludwika Gądzeńskiego, rządcy dóbr Passy, oraz Moniki z Kosińskich, byłego powstańca. Michalina urodziła cztery córki: Jadwigę (ur. 1873), Eufemię Małgorzatę (ur. 1876), Michalinę Mariannę Franciszkę (ur. 1876) oraz Janinę Stanisławę (ur. 1881). Miała też syna.
Została wymieniona na liście weteranów powstania styczniowego (jako jedyna kobieta) w publikacji wydanej z okazji setnej rocznicy śmierci Tadeusza Kościuszki, a przygotowanej przez Towarzystwo Przyjaciół Weteranów. W 1930 została odznaczona Krzyżem Niepodległości. Otrzymała też Złoty Krzyż Zasługi.
Została pochowana z mężem na cmentarzu rzymskokatolickim w Poddębicach (grób 256, sektor I, rząd XIV).